# Меровінги

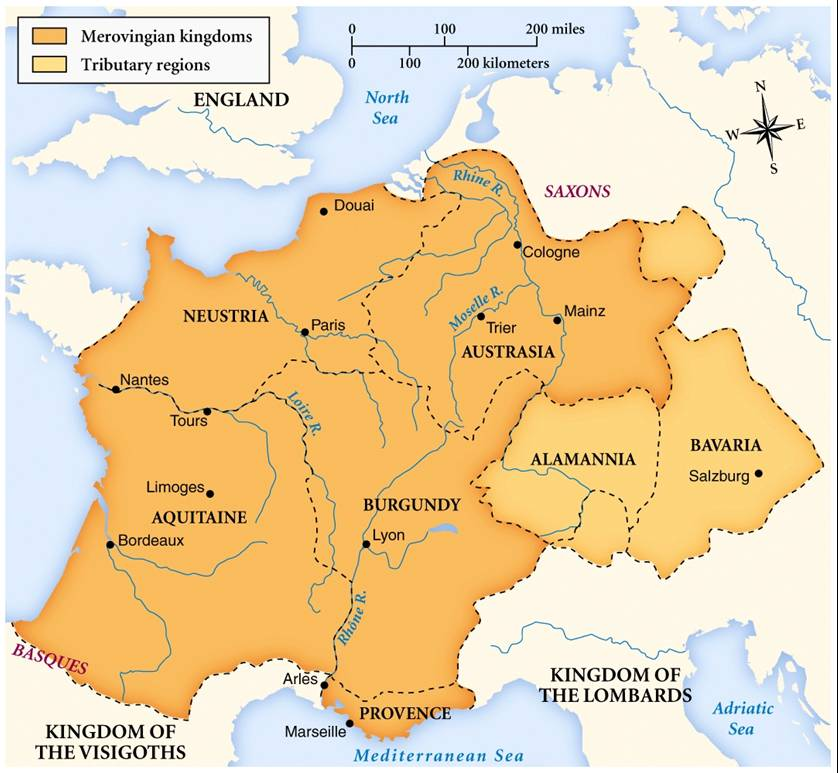
Володіння Меровінгів

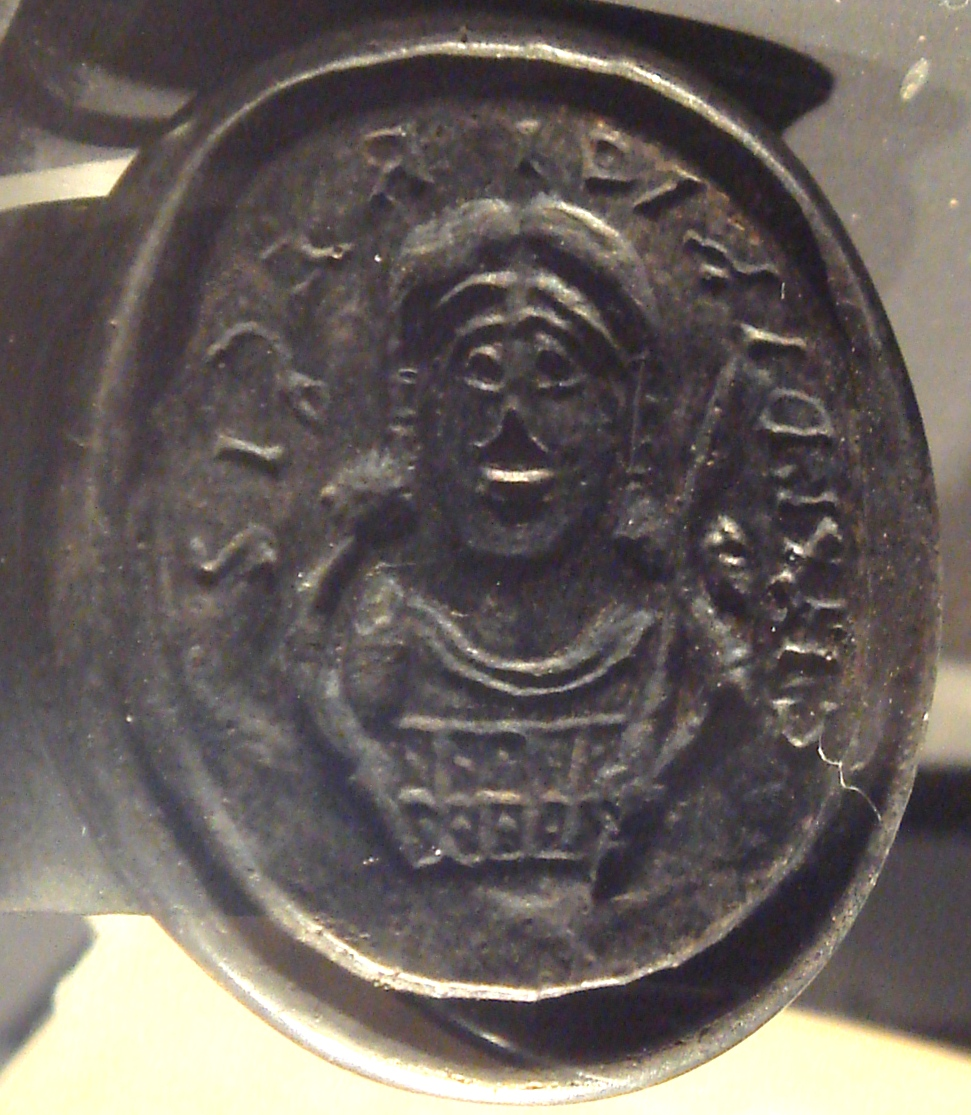
Печатка Хільдеріка з поховання в місті Турне

Меровінги (фр. Mérovingiens, нім. Merowinger або Merovinger) — франкська королівська династія, яка в V — середині VIII століття правила на значній частині теперішньої Франції та Бельгії, а також на частині території Німеччини та Швейцарії.
Ця лінія походить від народу салічних франків які в V столітті населяли регіони Камбре і Турне, а також територію Бельгії (Хільдерік I). Історія Меровінгів відзначена появою сильного впливу християнської культури серед аристократії, поступового створення церкви на їх території та певного економічного піднесення після розпаду Римської імперії.
Назва Меровінги походить від короля Меровея — напівміфічного пращура Хлодвіга.

## Походження
Династія Меровінгів походить від франкської аристократії. Франки, об'єднуючись упродовж III століття, поступово облаштовувались на північному заході Римської імперії. В перші роки Імперії більш-менш однорідні групи мігрантів, приваблені стабільністю Галлії та Pax Romana, а також під впливом інших східних мігрантів, просувалися зі сходу на захід. Перші франки потрапляли до Імперії мирним шляхом: деякі з них вступали до римського війська, сподіваючись зробити кар'єру, інші оселялись на території Імперії як колоністи. Пізніше міграція франків на північ Галлії активізувалася у зв'язку із занепадом римської влади, а згодом і Західної Римської імперії. Деякі великі родини, що збагатіли за часів Римської імперії, мали значну владу на місцях. Одна з них, а саме Хільдеріка I та його сина Хлодвіга, здобула перевагу і заснувала першу франкську королівську династію.

## Представники
- Хільдерік — був першим історично відомим представником Меровінгів.
- Хлодвіг (466–511) — син Хільдеріка, після ряду перемог над римлянами, алеманами, вестготами та бургундцями заснував королівство франків. Після Хлодвіга держава не була стабільним утворенням, її територія постійно переділялася між нащадками королів. Остаточно вона поділилася на три держави — Бургундію, Австразію та Нейстрію.
- Дагоберт I (629–639) — знову об'єднав під своєю владою всю державу, але невдало ведена ним внутрішня політика призвела до послаблення королівської влади, а після його смерті почався період «лінивих королів», коли в країні панували майордоми. Один з них, Піпін Короткий при підтримці папи Захарія у 751 скинув останнього Меровінга і був проголошений королем, започаткувавши династію Каролінгів.

## «Довговолосі королі»
Сучасники також називали Меровінгів «довговолосим королями» (лат. reges criniti). З язичницьких часів і до свого падіння Меровінги носили довге волосся, що вважалися обов'язковим атрибутом монарха. Франки вірили, що Меровінги володіють сакрально-магічною силою, що полягала у надзвичайно довгому волоссі їх власників, і виражається в так званому «королівському щасті», уособлює в собі благополуччя всього франкського народу. Така зачіска відрізняла його від підданих, що носили короткі зачіски, популярні в римську епоху (вважалися ознакою низького становища слуги або раба). Відсікання волосся вважалося найтяжчою образою для представника династії Меровінгів, на практиці воно означало втрату прав на володіння владою (прикладом тому може послужити син Хлодоміра, Хлодоальд, відомий пізніше як святий Клод).